# Dirranbandi, Queensland
Dirranbandi este o localitate în statul Queensland, Australia.